# Hadiza Aliyu
Hadiza Aliyu, aussi connue sous le nom de Hadiza Gabon, née le 1er juin 1989 à Libreville (Gabon), est une actrice et réalisatrice nigériane. Au cours des années 2010, elle est l'une des actrices les plus populaires de Kannywood, l'industrie du cinéma en langue haoussa basée à Kano. Elle a reçu le prix de la meilleure actrice de langue haoussa aux Best of Nollywood Awards en 2013, celui de la meilleure actrice aux Kannywood MTN Awards en 2014 et celui de la meilleure actrice de langue haoussa aux African Hollywood Awards en 2016. 

## Filmographie

### Comme productrice
- 2016 : Birthday Surprise[2]